# Rechtsupweg
Rechtsupweg egy község Németországban, az Aurichi járásban. Lakosainak száma 2115 fő (2023. december 31.).

## Népessége
| Lakosok száma | 2027 | 2058 | 2069 | 2123 | 2116 | 2115 |
|               | 2016 | 2017 | 2019 | 2021 | 2022 | 2023 |